# Vanaheim
Na mitologia nórdica, Vanaheim é o repouso dos Vanir. Este mundo estaria situado em Asgard, no nível mais elevado do universo. Os Vanir eram, geralmente, os deuses mais benevolentes, relacionados à agricultura e à natureza, ao contrário dos Æsir, que eram considerados deuses da guerra e extremamente passionais. 
Os Vanir guerrearam momentaneamente com os Æsir na Guerra dos Deuses, mas se fez rapidamente a paz. Frey, Freya e Njord são considerados os três principais deuses Vanir. 
Vanaheim é considerado um dos Nove Mundos da Mitologia Nórdica por causa de sua menção no Alvíssmál.